# 진공관 컴퓨터

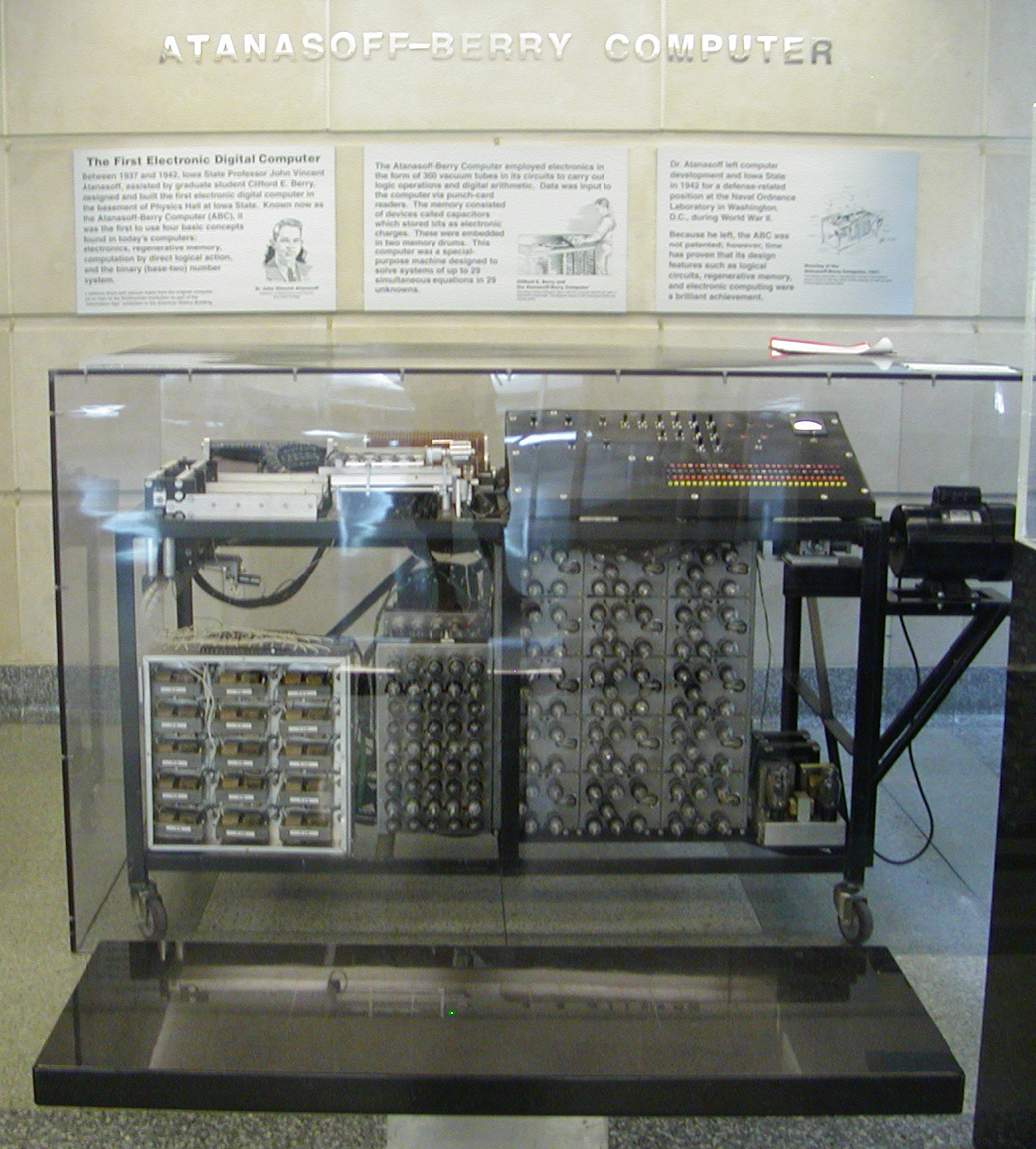
아이오와 주립대학교의 아타나소프-베리 컴퓨터 복제품

진공관 컴퓨터(vacuum-tube computer)는 현재 1세대 컴퓨터라고 불리는 컴퓨터로, 논리 회로에 진공관을 사용하는 컴퓨터이다. 계산을 위한 기계적 보조의 역사는 수천 년은 아니더라도 수백 년 전으로 거슬러 올라가지만, 진공관 컴퓨터의 역사는 20세기 중반에 국한된다. 리 디포리스트는 1906년에 삼극관을 발명했다. 계산을 위해 진공관을 사용한 최초의 예인 아타나소프-베리 컴퓨터는 1939년에 시연되었다. 진공관 컴퓨터는 처음에는 독특한 디자인이었지만 상업용 모델이 도입되었다. 1950년대에 출시되었으며 한 자릿수에서 수천 개까지 다양한 수량으로 판매되었다.  1960년대 초 진공관 컴퓨터는 더 이상 사용되지 않았고 2세대 트랜지스터 컴퓨터로 대체되었다.
현재 우리가 디지털 컴퓨팅의 일부로 간주하는 것의 대부분은 진공관 시대에 진화되었다. 처음에 진공관 컴퓨터는 훨씬 더 빠른 속도에서만 이전 기계식 컴퓨터와 동일한 작업을 수행했다. 기어와 기계식 계전기는 밀리초 안에 작동하는 반면, 진공관은 마이크로초 안에 전환할 수 있다. 진공관 이전에 가능했던 것에서 첫 번째로 벗어난 점은 수천 비트의 데이터를 저장하고 고속으로 무작위로 액세스할 수 있는 대용량 메모리를 통합했다는 것이다.  결과적으로 데이터와 동일한 메모리에 기계 명령을 저장할 수 있게 되었다. 이는 오늘날 디지털 컴퓨터의 특징인 획기적인 내장식 프로그램 개념이다.
다른 혁신에는 대용량 데이터를 컴팩트한 형태로 저장하기 위한 자기 테이프의 사용(유니박 I)과 오늘날 우리가 사용하는 모든 하드 디스크 드라이브의 직접적인 조상인 랜덤 액세스 보조 스토리지(IBM RAMAC 305)의 도입이 포함된다. 컴퓨터 그래픽도 IBM 740 CRT 데이터 레코더와 훨윈드 라이트 펜을 통해 진공관 시대에 시작되었다. 프로그래밍 언어는 Fortran & Lisp(IBM 704), Algol(Z22) 및 COBOL과 같이 오늘날에도 여전히 사용되는 일부를 포함하여 진공관 시대에 시작되었다. GM-NAA I/O와 같은 운영 체제도 이 시대에 탄생했다.

## 같이 보기
- 컴퓨터의 역사
- 프로그램 내장식 컴퓨터